# Cosmin Nedelcu
Cosmin Nedelcu alias Micutzu (n. 22 iulie 1986, Focșani, Vrancea, România) este un actor de film și stand-up român. Pe lângă stand-up, s-a făcut cunoscut prin apariții la Comedy Central România, prin apariții la emisiunile „În puii mei!”, „Băieți de oraș” și „iUmor”. În anul 2017 a deschis, împreună cu Ionuț Grecu, „Stand Up Barber Shop”, unde, în timp ce clienții sunt bărbieriți, pot viziona show-uri de stand-up comedy.Tot în anul 2017, a scos primul său special care se numește „Te fac să râzi”. În 2019, a început să realizeze podcastul numit „MCN Podcast”, având diverși invitați din domenii variate. În scurt timp, a devenit cel mai urmărit podcast din România, devenind primul podcast românesc care a intrat in topul global pe YouTube.

## Biografie
Cosmin a absolvit Liceul de Artă „Gheorghe Tăttărescu” din Focșani. A participat la numeroase spectacolele de improvizații stand-up. A absolvit UNATC.

## Filmografie
- Websitestory (2010) [8]
- IMPROvSHOW (2014)
- Petrecere privată (2016)
- Faci sau taci (2019)
- 5gang : Un altfel de crăciun (2019)
- Copacul Dorințelor - Amintiri din Copilărie (2021)
- Teambuilding (2022)
- Taximetriști (2023)
- Klaus & Barroso (2024)

## Teatru
- Funcționarii - regia Alexandru Mâzgăreanu

## Situație juridică
În data de 15 august 2021 artistul a fost implicat într-un scandal în centrul capitalei București în care s-a îmbrâncit cu patru bărbați.